# کانبارا، شیزوئوکا
کانبارا، شیزوئوکا (به لاتین: Kanbara) یک منطقهٔ مسکونی در ژاپن است که در ناحیه چوبو واقع شده‌ است. کانبارا ۱۲٬۷۷۷ نفر جمعیت دارد.